# Monocystis cirratuli
Monocystis cirratuli is een soort in de taxonomische indeling van de Myzozoa, een stam van microscopische parasitaire dieren. Het organisme komt uit het geslacht Monocystis en behoort tot de familie Monocystidae. Monocystis cirratuli werd in 1866 ontdekt door Lankester.